# Національний центр сонячної енергії Бен-Гуріона
Національний центр сонячної енергії (імені) Бен-Гуріона у кібуці Сде-Бокер в пустелі Неґев — провідний ізраїльський науково-дослідницький інститут. Він був заснований в 1987 році Міністерством національної інфраструктури для дослідження чистішої та дешевшої альтернативи традиційним методам енергетики, перш за все пов'язаних з використанням сонячної енергії. З липня 1991 року Центр підпорядковано Інституту дослідження пустелі Якоба Блауштейна, підрозділу Університету Бен-Гуріона. Директором інституту є Давид Файман.